# Oliverio Girondo
Oliverio Girondo (Buenos Aires, 17 agosto 1891 – Buenos Aires, 24 gennaio 1967) è stato un poeta argentino.
Fa parte della generazione di scrittori post-modernista, formatasi grazie ai rapporti e agli scambi culturali con le correnti d'avanguardia europee del primo dopoguerra, come il cubismo ed il dadaismo, approfonditi anche da lunghi soggiorni in varie nazioni europee.

## Biografia

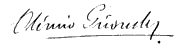
Firma di Oliverio Girondo

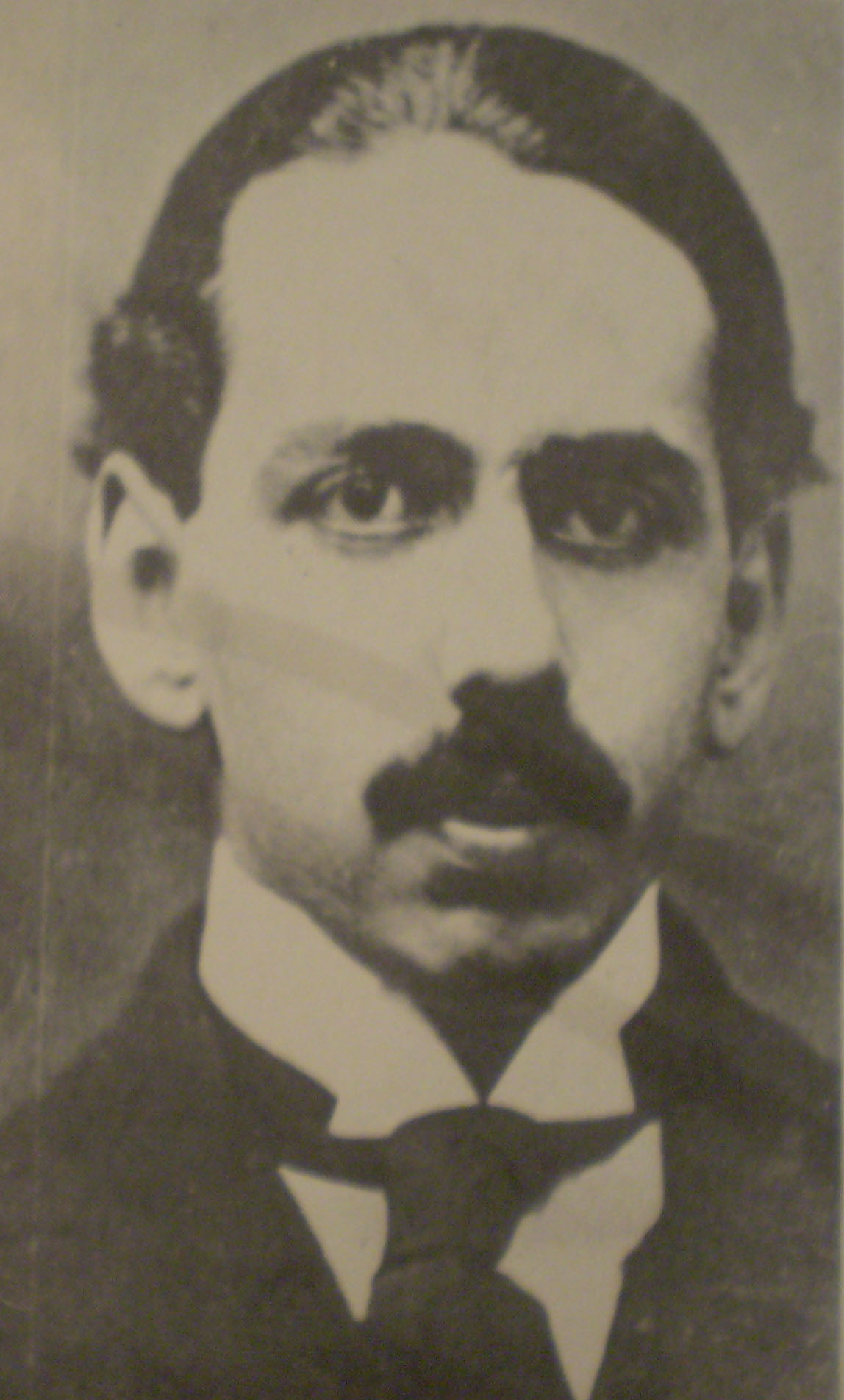
Oliverio Girondo

Nacque in una famiglia agiata, che gli consentì di viaggiare in Germania, Italia, Belgio, Spagna, Inghilterra. Girondo, trasferitosi a Epsom per motivi di studio e dopo essersi laureato in giurisprudenza, venne alla ribalta nel 1922, grazie ad una raccolta di poesie intitolata Veinte poemas para ser leidos en el tranvia, che evidenziò già dal titolo i temi ultraisti, caratterizzati dalla descrizione di sensazioni ed emozioni di fatti contemporanei, alterati con modalità surrealistiche, ed impreziositi da accentuazioni ironiche sfocianti, talvolta, in giochi di parole e greguerias alla Gomez de la Serna. Nel celebrare la vita cosmpolitana e urbana, Girondo formulò acute e ironiche critiche ad alcuni costumi contemporanei dominanti. Proprio quest'ultimo, assieme ad Apollinaire e Cocteau fu uno dei più importanti paladini e sostenitori degli "ultraisti". Un tipico esempio di greguerias di Girondo che si può citare è: «un prete mastica una preghiera come un pezzo di chewing gum».
Nel 1925 Girondo pubblicò il suo secondo lavoro, Calcomanias, non molto difforme dal primo, ma certamente più originale, e contrassegnato da una serie di visioni surrealiste di alcune città, quali Siviglia, Toledo e Tangeri. Dopo essere ritornato in patria, Girondo fu uno dei fondatori e collaboratori della rivista Martin Fierro, che si rivelò uno strumento di diffusione di idee innovatrici. Si dedicò anche nella traduzione di opere straniere, come quelle di Rimbaud, facilitato dalla buona conoscenza di varie lingue estere. Girondo, nelle sue opere seguenti, quali Campo nuestro (1946) ed En la masmédula (1954), pur dimostrando di aver approfondito ed affinato il suo linguaggio particolare e originale, con il quale manifestò le sensazioni e le emozioni intercettate magistralmente, oltre ad esprimere metafore singolari e genuine, non riuscì, talvolta, a rinnovarsi. E non a caso alcuni critici lo definirono «il Peter Pan dell'ultraismo argentino», nel senso che rimase giovanile, o persino infantile, dal punto di vista del cammino artistico.
Nonostante questo, Girondo si può considerare uno degli esponenti più importanti dell'ultraismo del suo Paese, che non solo ha formato scrittori dell'importanza di Borges e Guiraldes, ma ha avuto il merito di rinnovare la letteratura argentina degli anni venti e trenta. Si sposò con la poetessa Norah Lange e strinse una profonda amicizia con Garcia Lorca.

## Opere
- Veinte poemas para ser leídos en el tranvía (1922);
- Calcomanías (1925);
- Espantapájaros (1932);
- Interlunio (1937);
- Persuasión de los días (1942);
- Campo nuestro (1946);
- En la masmédula (1953).